# Diocese de Crema
A Diocese de Crema (Dioecesis Cremensis) é uma circunscrição eclesiástica da Igreja Católica na Itália, pertencente à Província Eclesiástica de Milão e à Conferenza Episcopale Italiana, sendo sufragânea da Arquidiocese de Milão.

## História
Fundada no século VI, a cidade de Crema suportou uma posição geográfica particularmente perigosa em termos de sua independência cívica. Fica a apenas 29,7 km a leste de Milão, e sua vizinha a leste, a República de Veneza, sempre pressionava para expandir suas propriedades no continente. Além disso, os imperadores alemães detinham a soberania do Vale do Pó e, de tempos em tempos, dominavam a situação política. Otto de Freising (falecido em 1158), por exemplo, chama a atenção para a situação de Crema na luta perpétua entre Cremona e Milão, situada como Crema estava, a meio caminho entre Cremona e Milão. Ela suportou boa parte da ação militar e, como Cremona rejeitava regularmente suas demandas em litígios por reparação e reparação, Crema desenvolveu um rancor. Isso foi particularmente doloroso, pois Crema estava politicamente sujeita a Cremona e espiritualmente sujeita ao seu bispo. Para ganhar vantagem, os líderes de Cremona instaram o Imperador Frederico Barbarossa a destruir Crema em troca de uma soma considerável de dinheiro, o que lhe permitiria prosseguir com seus empreendimentos no Vale do Pó. Os cidadãos de Crema, portanto, se juntaram a Milão.
Crema tornou-se sujeita à República de Veneza em setembro de 1449, e a posse foi ratificada pelo Tratado de Blois, entre Luís XII da França e a República de Veneza, em 23 de março de 1513.
A Diocese de Crema foi criada pelo Papa Gregório XIII em 11 de abril de 1579, através da divisão do território que fazia parte da Diocese de Lodi, da Diocese de Cremona e da Diocese de Piacenza.
Em 10 de dezembro de 1582, com a bula "Universi orbis", Gregório XIII elevou a Diocese de Bolonha, sua cidade natal, ao status de arcebispado metropolitano, anexando a diocese de Crema e outras seis como suas sufragâneas.
Um sínodo diocesano foi realizado em Crema de 3 a 5 de janeiro de 1650 pelo bispo Alberto Badoer (1633 a 1677). De 9 a 11 de setembro de 1688, o bispo Marcantonio Zollio (1678 a 1702) realizou um sínodo diocesano na catedral de Crema. O bispo Faustino Giuseppe Griffoni Sant'Angelo (1702 a 1730) presidiu um sínodo diocesano de 4 a 6 de novembro de 1727. Um sínodo diocesano foi realizado pelo bispo Ludovico Calini (1730 a 1751) em 1737 em 29 de abril e nos dois dias seguintes.
Em 1801, seguindo os princípios estabelecidos em lei pela Assembleia Nacional Francesa em 1791, o número de dioceses em território francês em Saboia, Piemonte e Lombardia deveria ser reduzido. Crema foi uma das dioceses que foi suprimida. O Capítulo da catedral, o seminário e as ordens religiosas mendicantes também foram suprimidos. Foi o Imperador Napoleão, Rei da Itália, que, em 19 de julho de 1806, trouxe a diocese de volta à vida com sua nomeação de Tommaso Ronna de Milão para ser o novo bispo; Pio VII aprovou o candidato em 19 de março de 1807.
Em 5 de fevereiro de 1835, com a bula "Romani Pontifices", o Papa Gregório XVI designou a diocese de Crema como sufragânea da Arquidiocese de Milão. A mudança foi feita por insistência do Conde Richard von Lutzow, o embaixador em Roma de Fernando I, rei da Lombardia-Veneza.

## Bispos

### 1580 a 1800
- Girolamo Diedo (1580–1584)
- Gian Giacomo Diedo (1584–1616)
- Pietro Emo, CR (1616–1629)
- Marcantonio Bragadin (1629-1633)
- Alberto Badoer (1633–1677)
- Marcantonio Zollio (1678–1702)
- Faustino Giuseppe Griffoni Sant'Angelo (1702–1730)
- Ludovico Calini (1730–1751)
- Marco Antonio Lombardi (1751–1781)
- Antonio Maria Gardini, OSB (1782–1800)

### desde 1800
- Tommaso Ronna (1807–1828)
- Carlo Giuseppe Sanguettola (1835–1854)
- Pietro Maria Ferré (1857–1859)
- Carlo Macchi (1859–1867)
- Francesco Sabbia (1871–1893)
- Ernesto Fontana (1894–1910)
- Bernardo Pizzorno (1911–1915)
- Carlo Dalmazio Minoretti (1915–1925)
- Giacomo Montanelli (1925–1928)
- Marcello Mimmi (1930–1933)
- Francesco Maria Franco (1933–1950)
- Giuseppe Piazzi (1950–1953)
- Placido Maria Cambiaghi, B. (1953–1963)
- Franco Costa (1963)
- Carlo Manziana, CO (1963–1981)
- Libero Tresoldi (1981–1996)
- Angelo Paravisi (falecido em 1996–2004)
- Oscar Cantoni (2005–2016)
- Daniele Gianotti (2017-presente)

## Sé
A sé episcopal está na Catedral de Crema, provincia de Cremona, na Região da Lombardia. Nos seculos passados, o unico accesso à praça da catedral era una ruazinha muito pequena que fica ao lado esquerdo da construção. Isto foi feito para proteger a catedral e para impedir as invasões.

## Territorio
Em 2016 contava 102 mil batizados em uma população de 103,5 mil habitantes e de 63 paróquias. É atualmente governada pelo bispo Rosolino Bianchetti Boffelli.
O seu padroeiro è São Pantaleão, médico e mártir, cuja festa é em 10 de junho.
À 1 km do centro da cidade acha-se o Santuário de Santa Maria da Cruz.

## Pessoas ligadas à diocese
- Marco Cé, Patriarca emérito de Veneza, 1925-2014.